# Trésor Luntala
Trésor Luntala (ur. 31 maja 1982 w Kinszasie) – kongijski piłkarz grający na pozycji obrońcy.

## Kariera klubowa
Karierę piłkarską Luntala rozpoczął we Francji, w klubie Stade Rennais. W 1999 roku wyjechał do Anglii i został zawodnikiem Birmingham City. W 2001 roku przeszedł do kadry pierwszej drużyny i 8 września 2001 zadebiutował w Division One w wygrnaym 2:0 domowym spotkaniu z Sheffield Wednesday. W sezonie 2001/2002 rozegrał 15 spotkań, a latem 2002 został wypożyczony do En Avant Guingamp, w którym nie rozegrał żadnego spotkania. Także w sezonie 2003/2004 nie wystąpił w żadnym spotkaniu, tym razem ponownie jako gracz Birmingham.
W 2004 roku Luntala przeniósł się do zespołu drugiej ligi belgijskiej, CS Visé. W 2005 roku przeszedł do pierwszoligowego R.A.A. Louviéroise, z którym na koniec sezonu spadł do drugiej ligi. Od lata 2006 Kongijczyk grał w Grecji. Jesień tamtego roku spędził w Asterasie Tripolis, a od wiosny 2007 do 2009 roku grał w Ethnikosie Asteras. W trakcie sezonu 2009/2010 został piłkarzem Łokomotiwu Płowdiw.
| Sezon   | Klub               | Kraj     | Rozgrywki      | Mecze | Bramki |
| ------- | ------------------ | -------- | -------------- | ----- | ------ |
| 2001/02 | Birmingham City    | Anglia   | Division One   | 15    | 0      |
| 2002/03 | EA Guingamp        | Francja  | Ligue 1        | 0     | 0      |
| 2003/04 | Birmingham City    | Anglia   | Premier League | 0     | 0      |
| 2004/05 | CS Visé            | Belgia   | Tweede Klasse  | 10    | 0      |
| 2005/06 | R.A.A. Louviéroise | Belgia   | Eerste Klasse  | 22    | 0      |
| 2006/07 | Asteras Tripolis   | Grecja   | Beta Ethniki   | 5     | 0      |
| 2006/07 | Ethnikos Asteras   | Grecja   | Beta Ethniki   | 18    | 0      |
| 2007/08 | Ethnikos Asteras   | Grecja   | Beta Ethniki   | 28    | 0      |
| 2008/09 | Ethnikos Asteras   | Grecja   | Beta Ethniki   | 24    | 0      |
| 2009/10 | Łokomotiw Płowdiw  | Bułgaria | A PFG          |       |        |

## Kariera reprezentacyjna
W reprezentacji Demokratycznej Republiki Konga Luntala zadebiutował w 2002 roku. W tym samym roku został powołany do kadry na Puchar Narodów Afryki. Na tym turnieju rozegrał 2 spotkania: z Gwineą (1:2) i z Tunezją (0:3).